# Gonatocerus cincticipitis
Gonatocerus cincticipitis är en stekelart som beskrevs av Sahad 1982. Gonatocerus cincticipitis ingår i släktet Gonatocerus och familjen dvärgsteklar. Inga underarter finns listade i Catalogue of Life.